# Józefów (powiat mielecki)
Józefów – wieś w Polsce położona w województwie podkarpackim, w powiecie mieleckim, w gminie Tuszów Narodowy. Do 19 lutego 1927 miejscowość nosiła nazwę Josefsdorf.
Według austriackiego spisu ludności z 1900 w 44 budynkach w Józefowie na obszarze 17 hektarów mieszkało 256 osób, z czego 250 (97,7%) było katolikami, a 6 (2,3%) wyznawcami judaizmu, 52 (20,3%) było polsko-, a 204 (79,7%) niemieckojęzycznymi.
W latach 1975–1998 miejscowość należała administracyjnie do województwa rzeszowskiego.